# آدم مكمولين
آدم مكمولين هو محامي وسياسي أمريكي، ولد في 12 يونيو 1872 في Wellsville, New York ‏ في الولايات المتحدة، وتوفي في 2 مارس 1959 في وايمور في الولايات المتحدة. نشط حزبياً في الحزب الجمهوري. وقد انتخب عضو مجلس ولاية نبراسكا ‏ وانتخب member of the Nebraska House of Representatives ‏ وانتخب حاكم نبراسكا ‏.